# Zdzisław Leszczyński
Zdzisław Leszczyński (ur. 15 stycznia 1969 w Pabianicach) – polski piłkarz grający na pozycji obrońcy lub defensywnego pomocnika.
Wychowanek klubu PTC Pabianice, następnie grał w takich zespołach jak: Włókniarz Pabianice, ŁKS Łódź, Śląsk Wrocław, Pogoń Szczecin, Odra Opole, RKS Radomsko, a od 2004 do 2008 roku ponownie w ŁKS.
W I lidze zadebiutował 27 sierpnia 1988. Rozegrał w niej 352 mecze i zdobył 16 bramek.
31 sierpnia 2009 został zatrzymany w związku z aferą korupcyjną w polskim futbolu.
Od 2011 jest grającym trenerem zespołów z niższych lig.